# 長保
長保（999年2月1日~1004年8月8日）是日本的年號之一，指的是長德之後、寬弘之前，999年到1004年這段期間。這個時代的天皇是一条天皇。

## 改元
- 長德五年一月十三日（999年2月1日） 改元長保
- 長保六年七月二十日（1004年8月8日） 改元寬弘

## 出處
《國語卷二·周語中·劉康公論魯大夫儉與侈》：定王八年，使劉康公聘於魯……歸，王問魯大夫孰賢？對曰：「……若本固而功成，施遍而民阜，乃可以長保民矣，其何事不徹？……」

## 大事記
- 長保二年（1000年）二月二十五日：同時冊立藤原定子與藤原彰子為皇后與中宮，實現前所未聞的「一帝二后」。

## 紀年、干支、西曆對照表
| 長保 | 元年  | 2年    | 3年    | 4年    | 5年    | 6年    |
| 公元 | 999年 | 1000年 | 1001年 | 1002年 | 1003年 | 1004年 |
| 干支 | 己亥  | 庚子   | 辛丑   | 壬寅   | 癸卯   | 甲辰   |